# Aleksandr Usov
Aleksandr Usov (né le 2 mars 1976) est un athlète russe spécialiste du 400 mètres. 

## Carrière

### Palmarès
| Année | Compétition                         | Lieu       | Résultat | Épreuve        | Performance   |
| ----- | ----------------------------------- | ---------- | -------- | -------------- | ------------- |
| 2003  | Championnats du monde en salle      | Birmingham | DSQ      | 4 × 400 m      | -             |
| 2004  | Championnats du monde en salle      | Budapest   | 2e       | 4 × 400 m      | 3 min 06 s 23 |
| 2005  | Championnats d'Europe en salle      | Madrid     | 3e       | 4 × 400 m      | 3 min 09 s 63 |
| 2006  | Coupe d'Europe des nations en salle | Liévin     | 1er      | 2 000 m relais | 4 min 15 s 93 |

### Records
| Épreuve    | Performance | Lieu  | Date        |
| ---------- | ----------- | ----- | ----------- |
| 400 mètres | 46 s 28     | Toula | 31 mai 2003 |

| Épreuve    | Performance | Lieu   | Date            |
| ---------- | ----------- | ------ | --------------- |
| 400 mètres | 46 s 35     | Moscou | 26 février 2003 |